# Пам'ятник Шота Руставелі (Київ)
Пам'ятник Шота Руставелі в Києві — пам'ятник на честь грузинського державного діяча і поета Шота Руставелі. Встановлений у парку Шота Руставелі на розі вулиць Шота Руставелі та Саксаганського.
Автори проекту — скульптор Володимир Імерлішвілі та Паат Гігаурі, архітектор Давид Якобашвілі. Пам'ятник виготовлено з червоного українського граніту, видобутого в Дніпропетровській області. Пам'ятник урочисто відкрили 7 червня 2007 року за участі Президентів України та Грузії — Віктора Ющенка та Михаїла Саакашвілі.